# 新宿スワン
『新宿スワン〜歌舞伎町スカウトサバイバル〜』（しんじゅくスワン かぶきちょうスカウトサバイバル）は、和久井健による日本の漫画。『週刊ヤングマガジン』（講談社）において、2005年20号から2013年45号まで連載された。
作者の和久井は、かつて実在した日本一のスカウト会社の元スカウトマン。『新宿スワン』は実在したスカウト会社を舞台とした作者本人が体験した出来事にフィクションを交えて描かれている。
2007年にテレビ朝日系列でテレビドラマ化され、2015年には実写映画版が公開された。

## 概要
2000年代初頭の東京都新宿区歌舞伎町を主な舞台としたスカウトマンを主人公に、その成長と歌舞伎町裏社会を描いた作品。
主人公の白鳥龍彦（タツヒコ）が歌舞伎町を拠点とするスカウト会社「バースト」に入社したところから話がスタートし、以下のシリーズが展開された。
- 渋谷AV編 - 「バースト」が渋谷に進出する。
- 闇金編 - 闇金融を営む同僚との抗争を描く。
- 横浜王国編 - 「バースト」の横浜進出を描く。
- ホストバブル編 - とある事情で借金を背負ったタツヒコが、スカウトマンからホストに転身し歌舞伎町のホストクラブで働く。
- ミネルバ潜入編 - スカウトに戻ったタツヒコが、バーストのライバル会社の「ミネルバ」に潜入する。
- すすきの監獄編 - タツヒコがスカウト会社「バーストネオ」を立ち上げる。
- 歌舞伎町レクイエム編 - 「ミネルバ」の創立メンバーが出会う過去話。
- バースト奪還編 - タツヒコが森長千里と馬頭冬偉と共に新宿に戻った後を描く。
- 歌舞伎町レクイエム編パート2（復讐の連鎖編） - 辰巳幸四郎の死の真相を描く。
- 歌舞伎町ピカレスク編 - ヤクザ柚木組の跡目抗争が絡む物語の黒幕的な紋舞会の天野と真虎との決着を描いた最終章。

連載終了後、2017年ヤングマガジン第13号にて、タツヒコ及びバーストの後日談を描いた同作者の読み切り作品が掲載された。

## 登場人物
白鳥龍彦（しらとり たつひこ）
本作の主人公。通称タツヒコ。歌舞伎町でパチンコ打ちに失敗して落胆していたところを真虎に誘われスカウトの世界に入る。天然パーマは祖母ゆずりらしい。幹部昇格と勘違いし憤慨してホストへ転進したり、秋葉原=コスプレと思い込みシャア・アズナブル、香港=ブルース・リーと思い込みコスプレでやって来るなど、単純で後先を考えない勘違いな性格で一人で突っ走る場面が多い3枚目だが、担当している女の子や後輩を守るため奮闘したり、人道に反する物事（シャブや闇金など）を許さないなど物事には筋を通すという熱い一面もあり、その辺りを真虎や山城兄弟、馬頭兄弟に見込まれている。またケンカは並みのスカウトマンを一掃するほど強い。それはアゲハが逮捕されて以降、誰かを守りたい時に自分の無力で助けられないのがイヤだという思いから、鍛えるようになったためである（中学時代は不良グループのトップだと思わしき描写もあり、元々ケンカは強い方である）。
普段着ているスーツは実在するオーダースーツ会社・Sensibirity（センシビリティ）のスーツで裕香に買って貰った。色はグレー。
当初は歌舞伎町のスカウト会社・バーストに所属していたが、ホストクラブ編突入時にバーストを辞めている。その後、バーストに幹部としての復帰を許されたが、バースト社長・山城神の命令でライバル会社のミネルバに、幹部補佐として潜入する。しかしその山城神が死亡してしまい、バースト社内に潜入の事情を知る者がいないため、バースト復帰の道が閉ざされてしまう。
そこで、唯一潜入の事情を知るミネルバ社長・山城尊から北海道行きを命じられて一時期は北海道に滞在し、「ねはんの宿」で働いていたが、現地で再会した元パラサイツ専務の森長とタイマンを張り、引き分けた後で互いの胸の内を語り合って意気投合し、共に新たなスカウト会社「バーストネオ」を立ち上げ、自ら社長に就任。
そして「バースト奪還編」において、かつてのバースト社長だった山城神の意思と全ての真実を知った時正ら幹部達から受け入れられたことにより、バーストの新社長に就任する。
「歌舞伎町ピカレスク編」では、天野修善の息子のレオ（タツヒコと井出以外の前では「神崎レオ」と名乗る）と出会い、義兄弟の契りを交わした。
現在は勢力の拡大を行いつつ、真虎に対して複雑な感情を持ちながらも真相を解明すべく奮闘。その後、すべての真相が明らかになり師でもあり敵でもあった亡き真虎の勇姿を涙ながらに桜井に語っていた。
本編の後日談を描いた連載終了後の読切作品では、馬頭・森長・時正（後述の登場人物）ら癖のある幹部から（信頼関係の上でだが）雑に扱われながらも、持ち前の熱さでバースト社長業に奮闘する姿が描かれている。なおこの作品で、アゲハ（後述の登場人物）と結婚し一子を授かり、「真虎」と命名している事が明かされた。

### バースト
歌舞伎町を拠点とするスカウト会社。歌舞伎町では事実上最大手。スカウト通りをシマとする。現在は渋谷・横浜にも進出している。ケツモチは同じ歌舞伎町の暴力団・紋舞会に依頼していたが、山城神の死去に伴い美竹組に変更している（「バースト奪還編」にて）。それ以来、美竹組からの指示でシャブを売るようになり、スカウトとシャブの売買を平行して行っていた。また、シャブを扱っていた時期は大衆からの評判が悪化し、「チャラいしシャブ中ばかり」との噂が立っていたが、タツヒコが新社長に就任した後は美竹組との関係を断ち切ってシャブの扱いを取りやめ、元のスカウト一筋の方針へ戻した。現在のケツモチは無し。
山城神（やましろ じん）
バースト社長。子供の頃から紋舞会の天野会長に世話になっており、ケツモチを頼んでいるのもその縁から。若い頃はヤクザの事務所への殴り込み紛いなど相当な無茶もやっており、バーストの幹部は大部分がその時から付いて来ている者達である。横浜のウィザードと揉めた際の心労から入院する。
真虎の裏切りに薄々感づいており、真虎の真の狙いを探るべくタツヒコにミネルバへの潜入を命じたが、入院中に真虎により点滴に塩化カリウムを注射され、心筋梗塞で死亡。
会社を大きくするために躍起になり、新人だったタツヒコを売ろうとするなど卑劣な一面もあった。しかし昔より基本的には男気があり、面倒見の良い性格で社員からの信頼が厚く、時正や関、タツヒコも慕っていた。しかし、その面倒見の良い性格が時にトラブルを起こす事もあり、ヒデヨシのシャブ絡みにおける葉山の言動から（神が優しすぎるが故に部下をキッチリ抑えられずトラブルを起こす=人の上に立つ器じゃないとして）天野の不興を買っており、最終的にはウィザードとのトラブルで天野から斬り捨てられるに至っている。
ヤクザと福建マフィアに絡まれたところを辰巳幸四郎に助けられた事があり、それ以来辰巳と行動を共にしていた。しかし、尊共々天野により辰巳の殺害を命じられ実行した過去があり、真虎の復讐の対象となっていた。ただし真虎も一時神を尊敬していた。
スカウトという職業柄、酒があまり飲めないせいか強くなく、それが原因でトラブルを引き起こしたこともある。
真虎（まこ）
元バースト幹部。バースト在籍時は真虎派を率いていた。タツヒコの元上司で、パチンコ打ちに失敗して疲弊していたタツヒコに食事をおごってスカウトの道へ誘った。瞼と上唇に傷がある。タツヒコが困った時や危ない目にあっている時などは、タツヒコを助けるため密かに裏で動いている。洞察力が鋭く、相手にカマを掛けるのが得意。その為社長や他会社の人物からも一目置かれている。喫煙者で銘柄はセブンスター。
一見爽やかで優しそうな容姿をしているが笑顔で恐ろしいことを言ったり、葉山と意味ありげな会話をしていたりと、謎が多い。
元々は神と共にミネルバ出身であるが、神がミネルバを離反する時についていった。これは尊が、兄・神を「守る」ために行かせたため。その為、バースト移籍後もライバル会社の社長で神が対立していた尊と交流、神の様子を報告していたが、そのことは神も把握しており、ミネルバからのスパイだと疑われていた。
辰巳幸四郎と同じ髪型、顔の傷を持つ。
早乙女朱美によれば、真虎を軸とした「大きな計画」が進行中だとされている。
本作のキーパーソンとも言える人物。
（以後の詳細は下記ミネルバ「真虎」欄参照）
馬頭冬偉（メズ トーイ）
（以前の詳細は下記ウォッチマン「馬頭冬偉」欄参照）
ウォッチマン社長、元バーストネオ幹部。「すすきの監獄編」を経て「バーストネオ」幹部として入社し、タツヒコと森長と共に歌舞伎町へ戻った。「バースト奪還編」からはタツヒコと森長のズレた発言にツッコミを入れており、二人の良き理解者となっている。
多くの人脈を持ち、森長が美竹組組長の灰沢から消されそうになった時には、大兄（ターシュン 中国語で「兄貴」の意）や一期会・日下田会長というコネクションを使って、森長の殺害を阻止する。
「新宿フィラリア」の解散後、改めて新生バーストの幹部として入社する。
「歌舞伎町ピカレスク編」では日本に残り天野の資金源を探る。
森長千里（もりなが ちさと）
（以前の詳細はパラサイツ「森長千里」欄参照）
元パラサイツ、元バーストネオの専務。「すすきの監獄編」で北海道へミネルバ北海道支部長・富士見がかつて属していた渋谷の愚連隊の長で、当時は「キラーウェポン・殺スケ森長」と恐れられていた。
「バースト奪還編」まではタツヒコが設立した「バーストネオ」の専務をしていた。
「すすきの監獄編」では、パラサイツ時代に暴走して田無からクビにされた経緯から、北海道でミネルバと揉めた際には社長のタツヒコの意向を汲んで相手に土下座して侘びを入れるほどの成長を見せた。また、タツヒコが馬頭冬偉と対面した際には、馬頭の元にいた元警察官・熊比良セルゲイに叩きのめされるが、後に軽トラでセルゲイを撥ね飛ばし、バットを持ってとどめを刺してリベンジに成功。
この軽トラ攻撃はかつて自身が関から受けた制裁と全く同じ方法であり、制裁を行った森長は物凄く楽しそうに笑っていた。
その後、タツヒコと冬偉と共に新宿へ戻る。
「バースト奪還編」では元パラサイツとリモーラの社員達から成る「新宿フィラリア」の社員・複数人を1人で全滅させる。トナミとはかつては親友同士だった。トナミとのタイマンに勝った後、樹海でトナミから解放され、直後にタツヒコとミレイの車で救出された。「バースト奪還編」の後、改めて新生バーストへ入社。
「歌舞伎町ピカレスク編」ではタツヒコを救うために香港に向かい因縁の相手である灰沢と対峙し、ステゴロで殺意のリミッターを外し圧倒的な力で完勝した。
関玄介（せき げんすけ）
バースト在籍当時は幹部で、武闘派である関派を率いていた。
バーストに入る前はヤクザをやっていた。
タツヒコのことを普段は「タチュヒコ」と呼び、一刻を争う状況や真剣な話をする際は「タツヒコ」と呼ぶ。バーストの新人スカウトで遊ぶのが好き。
右目に斜視を持っており、また大きな戦いの前には大便をするというクセがある。ガサツでケンカっ早いが、シャブ中の女性を慰めたりと優しさも持ち合わせている。
社長である神を「タヌキ」と呼ぶなど侮っているような態度が目立つが、過去（1997年）に自分の所属していた組の組長の女を寝取ったとして殺されかけたところを仕事で訪れた神に助けられ、バーストに入社したという経緯がある。その為、心の底での会社への忠誠心と社長への信頼は幹部に相応しいものを持っている。
パラサイツと対決した際、森長を車で撥ねて大怪我を負わせた。
「横浜王国編」にてウィザードのスカウトによりブロック塀で殴られ、7針縫う怪我を負う。その際、オールバックにしていた髪をバッサリ切り、坊主頭になる。眼鏡もこの時から着用していない。ウィザードの社長である滝マサキとは幼馴染で、神奈川県警に連行された時には関をウィザードの首魁に据えようとする滝によって釈放された。その後神によりバーストを裏切ったとしてクビ（実際には先述の通り恩義を重んじすぎるが故の独立を促す為の口実であり、滝との関係を知った上での神なりの決断であった）となるが、滝亡き後のウィザードを引き継いで自ら社長に就任し、彼の遺志を果たそうとするようになる。なお、滝のことは「マサキ」と名前で呼んでいた。
（以後の詳細はウィザード「関玄介」を参照）
亀山（かめやま）
関派No.2で、関同様に武闘派。左の二の腕に和彫りがある。横浜王国編後は関の後釜として幹部となる。葉山曰く「一本気な性格」。関を尊敬しており、関脱退後も何かにつけて会おうとする。現在は時正や根駒と同様、スカウト一筋で活動している。「バースト奪還編」以後、関が率いる新生ウィザードに移籍。
時正（ときまさ）
バースト幹部で本部長。山城神の生前は彼の右腕的存在でもあり、入院中は社長代行となっていた。元々はミネルバ出身で神が独立すると供に退社。神同様酒は弱い。
常にサングラスを着用しており（若い頃は着用していない）、温泉に浸かる時もサングラスをかけている描写がある。
「バースト奪還編」にてシャブを扱うようになったバーストを嫌っており葉山からは冷遇され、省かれた扱いを受けたり急務を任されているが、それでもシャブには一切手を出さずスカウト一筋で活動していく方針を貫いている。髪型はかつては長髪だったが、今は坊主頭。顔には仕事関係でできたと思われる切り傷がある。現在の役職はバースト社長（タツヒコ）の相談役。
「時正」は、名字か名前か、あるいは源氏名かは不明だが、彼の名刺にも「時正」と書かれているのみである。
根駒崇（ねこま たかし）
元真虎派のNo.2。冷静な人物だが、ケンカを一喝しただけで止めるなど貫禄はある（第1話のタツヒコとチンピラのケンカを止めたのは彼）。「バースト奪還編」ではシャブを取り扱う葉山の方針を否定し、スカウト一筋での活動を通す時正を慕っている。現在はバーストのシステム部部長。
葉山豊（はやま ゆたか）
元バースト幹部。バースト在籍時には葉山派を率いていた。バーストに吸収合併されたスカウト会社・ハーレム出身。元シャブのプッシャー（売人）。真虎と度々密会していたが、その意図は不明。ヒデヨシにシャブのプッシャーになる事を勧め、ヒデヨシがヘマをしてバーストや紋舞会から追われている所を口封じのため洋介に殺させた。また、横浜のウィザードの滝マサキとも繋がりがあり、タツヒコから「死んだはずのヒデヨシを見掛けたので探したい」と相談された時には彼を紹介した。表向きは冷静で頼れる先輩という印象だが、裏では狡猾で自己中心的な性格である。山城神が死んだ後はケツモチを美竹組の灰沢に依頼し、バーストの社長に就任。「バースト奪還編」では美竹組からの指示を受けてバースト内でシャブの取引を行っている。ハーレム時代の同僚、九龍タケシからは「口先だけはいっちょまえ」と皮肉を言われ、時正からは「儲かる側に付くタイプ」と評され、灰沢と真虎からは陰で「利用し易い」と言われ、天野修善からは「山城の部下じゃなかったら殺してる（ヒデヨシのシャブ販売が露見し、天野に謝罪に行った際、『部下がやったことで自分は関係ない』と釈明したことに対し）」と吐き捨てられ、大麻と芥からは「自分達がいなければシャブを上手く売りさばけない」などと、陰で馬鹿呼ばわりされている。後にトナミに社長の座を奪われてしまう。モリケンと共に、地方から出直そうと車で移動中、関らの待ち伏せにあい、制裁をくらった。その後、関にモリケンと共に拾われ、現在はウィザードの社員。
牛尾忠利（うしお ただとし）
バースト幹部で、ハーレムとの抗争時に一度バーストを辞めた出戻り組。出戻る直前のタイミングで闇金に手を出し、その後は独自の手法で成り上がり、アカブタグループのオーナーにまでなる。が、それも全て周りの策略であり最終的には出資法違反で逮捕される。周りから信頼されているタツヒコを妬み、彼にバーストを裏切らせようと目論んでいた。しかし、一度バーストを辞めた理由は社長がタツヒコを売ろうとした卑劣さに嫌気がさしたためであり、本来は仲間想いな一面もあったが、闇金業で成り上がるにつれ、卑劣さが増していった。逮捕された後は改心し、タツヒコのことを素直に評価するようになる。愛車は(ベンツ・Gクラス)。
鼠賀信之介（そが しんのすけ）
バースト幹部で、出戻り組。牛尾の旧友であり、牛尾は大きいことを成すべき人間であり、そのために力を貸すと決意していた。牛尾が逮捕された後は、「タツヒコの力になることが牛尾の意志に沿うことだ」と考え、横浜王国編ではチームタツヒコの参謀的役割を担った。非常に頭が切れる。「バースト奪還編」で葉山が社長に就任してシャブを扱うようになってからのバーストを「クソ」と吐き捨てている。この時期はシャブを扱う葉山の方針を否定し、スカウト一筋で活動している時正を慕っている。
おかかおにぎりが苦手で、小学生の頃に無理やり食べて嘔吐したことがある。
現在は吉川らと共に『MZクルー』に移籍。
南ヒデヨシ（みなみ ひでよし）
ハーレムの葉山派に所属していたスカウトマン。 本名は古屋ヒデヨシ（ふるや ひでよし）。先輩のスカウトマンを押しのけてまで幹部に上がろうとするほど野心的な性格で、真虎に敵を作りやすいと分析されていた。タツヒコを異様にライバル視し、時には見下した態度もとるようになる。裏ではプッシャーグループとつながり、スカウトの立場でシャブをさばくこともしており、プッシャーとしてのし上がろうと目論んでいた。卑劣な手でバーストの幹部になったものの、シャブをさばいている現場を関に見られ、バースト内で疑いの目をかけられてしまう。ついにはシャブの受け渡し現場をタツヒコにも目撃され、シャブを取り上げられ、取り返すためタツヒコとビルの屋上で直接対決をした。しかしケンカではタツヒコに敵わず、新宿から逃げるよう促された。しかし、他人を押しのけてものし上がるという目標は失っておらず、再起の決意を固めようとしていたが、新宿を去ろうとした時、自分をプッシャーの道に引きずり込んだ葉山が口封じのため洋介に指示をし、事故に見せかけて殺された。元々タツヒコとは学生時代の同級生で、いじめられっ子だったヒデヨシをタツヒコが助けていた。そこで自分より強いタツヒコにコンプレックスを持ち、同じスカウトマンとして強い対抗心を持つようになった。ヒデヨシ自身はタツヒコの事を気づいていたが、当の本人は最初は気付いていなかった。
川口洋介（かわぐち ようすけ）
元葉山派所属。タツヒコと同期で彼からは「洋ちん」という愛称で呼ばれていた。葉山の命令でヒデヨシを殺害。その罪の念により空っぽの人形のようになってしまう。その後ヒデヨシと同じ身なりをして同じ名前を名乗り、ウィザードのシャブのディーラーとなる。重度のシャブ中状態に陥っていたが、滝によってしがらみから救われる。最後は滝に拳銃で撃たれて死亡したかに見えたが、実際は防弾チョッキを着ており、生きていた。これは「シャブの取引の際の危機回避のため身に着けること」と「射殺されたように見えた場面では撃たれたように演技する」という注意を事前に滝から伝えられていた。その後、改めて素の状態でタツヒコと再会して新たな人生を始めることを語り合った。その後は地方に移り警備員のバイトをしながら弁護士を目指し法の勉学に励んでいる。
犬飼幸二（いぬかい こうじ）
ホストクラブ・セクシーガイの元ナンバー2。理由があってバーストに入社しスカウトを始める。スカウトの方法は「色恋」。巧みな話術で女性を落とし、スカウトしていく。スカウトするためだけにアオイに嘘をつき、付き合うが、後にその気持ちにすら自ら嘘をついていたことに気付き、本気で付き合い、北海道に移住後結婚する。
真虎と葉山の策略によって美竹組から拉致され、アオイと共に殺されかけるが、タツヒコの命懸けの協力もあって、何とか一命を取り留める。その後、アオイと共に北海道へと身を移す。後にタツヒコがすすきのでバーストネオを立ち上げた際、タツヒコに力を貸す。北海道では馬頭からタツヒコ達の監視を命じられ、また朝河組に顔が利くなど、謎に包まれている部分も大きい。タツヒコが馬頭と面会した場面で、タツヒコを裏切ったことを明かす。その後、北海道に帰ってきたカエデに諭される。実はウォッチマンの社員で、その実務を1人でこなしていた（以後の詳細はウォッチマン「犬飼幸二」欄参照）。
井出登（いで のぼる）
犬飼と同期でバーストに入社、通称「イベサー」。現在の役職は中堅社員。何だかんだで、この同期の組でバーストに残っているのは井出のみである。一時は闇金に手を出していた。軽い性格で関の女に手を出してしまい、関からきつい制裁をくらった。入社当時はタツヒコを認めておらず、「自分は真虎さんの部下であってアンタの部下ではない」と言い切って自分の失敗を開き直ったり、スカウト業務よりも闇金に力を入れるなど自己意識が薄かったが、仲間達と様々な困難を乗り越えていき、心身共に成長していく。「バースト奪還編」ではシャブを扱うようになった葉山の方針を否定し、時正を慕っている。この頃より髪型を坊主頭からショートカットへ変えている。「歌舞伎町ピカレスク編」では、スカウトしようと声を掛けた女が紋舞会系列のデリヘル嬢であったため、後を追っていたデリヘル関係者に店の一室へ誘拐されたが、タツヒコの活躍により事無きを得る。また、このトラブルが天野レオとの出会いに繋がった。
鳥居（とりい）
犬飼と同期でバーストに入社。通称「トリくん」で本名は鳥居一郎。親は「鳥居ビル開発」のオーナーであり超金持ち。スカウトになった理由は「親に敷かれたレールを歩くだけの人生が嫌だった」から（井出らと共に関の女に手を出した際も和解金を出したからと言う理由ではあるが、関からもその理由に関してベタ褒めされ「親友」と称されるが、横浜王国編では頭を下げてタツヒコを見捨てないよう懇願しており全面的に信頼している様子がうかがえる）。普段はオドオドした性格である（なお横浜王国編でちゃっかりタツヒコと鼠賀に対して態度が大きくなっている）が、お坊ちゃま気質であり何でも金で解決しようとする癖がある為か、成績は優秀だった。後にキャバクラ「ニド」のオーナーとなっていた事が判明、バーストの人間がキャバクラ経営を行う行為が問題だった事から、真虎から除名を言い渡され当人も同意・退社した。しかし直後にお金で揉め事を解決するなど大きな結果は出しているので真虎からも実力は認められており、横浜王国編では横浜への二号店「ロアゾ」出店に乗じてバースト進出の足掛かりとなり、宝来会にケツモチを任せウィザードとの交渉の足掛かりを提供しようとしたりするキーマンとなる他、ウィザードと結託した警察による嫌がらせ目的のガサ入れで店を滅茶苦茶にされても最後までタツヒコらの事を支えるなど、オーナーとしても非常に優秀である。

横浜王国編
上草（うえくさ）
バースト幹部。葉山派。元ハーレムのスカウトマンで、スカウト会社ハウンドと関係がある。葉山のおかげで幹部になったらしいが、陰では葉山のことを「信用できないし、野心見え見え」と言い、あまり慕ってはいない様子。にゃんきんハウスの一件により、紋舞会にさらわれる。
佐竹（さたけ）
バースト幹部。葉山派。元ハーレムのスカウトマンで、スカウト会社ハウンドと関係がある。葉山のおかげで幹部になったらしい。上草といつも行動を共にしている。にゃんきんハウスの一件により、紋舞会にさらわれる。
大麻進（おおあさ すすむ）
「バースト奪還編」時のバースト専務。葉山と繋がっているが、実際は慕っておらず馬鹿呼ばわりしている。これに加え、「カタチだけでも葉山についていきたくない」と話している。鈴木トナミの後輩。「新宿フィラリア」の壊滅と共にバーストを去った。
芥純（あくた じゅん）
「バースト奪還編」時のバースト常務。葉山と繋がっているが、実際は大麻と同様に慕っておらず、馬鹿呼ばわりしている。大麻のことを「ススムン」と呼んでいる。鈴木トナミの後輩。大麻と同様、「新宿フィラリア」の壊滅と共にバーストを去った。

歌舞伎町ピカレスク編
天野レオ（あまの レオ）
紋舞会会長、天野修善の実子。「歌舞伎町ピカレスク編」の序盤で入社。
以前は紋舞会系列のデリヘルのオーナーを務めており、同デリヘルで働く女を井出がスカウトしたことから、仲間と共に彼を誘拐した。
登場時は親父である天野修善をバックにデリヘル経営の仲間達と共に威張っていたが、どこかで親の七光りである自分のことを恥ずかしく思っていたようで、井出の救出に行ったタツヒコより「本当に血縁関係があるなら今すぐ親父を呼んでみろ」、「いつまでも親父に助けてもらっていて恥ずかしくないのか?」と活を入れられ、井出を解放し、仲間達と決別する。これを機会に改心し、中途半端な立ち居地の自分を変えたいという意思を伝えつつ、自身を説得したタツヒコへ尊敬の意を感じたことで義兄弟の契りを結びたいことを提案。タツヒコは「誰にも親の七光りと呼ばれたくない」と明確な意思を持つレオに応じ、兄弟分となる。デリヘルを出た後に井出に謝罪し、バーストへ入社した。香港でタツヒコを客人として招待するもそこでのはしゃぎ振りには呆れ返っていた。兄大河による船内襲撃で逃れたタツヒコを殺す様、家訓と称して兄から焚き付けられる。タツヒコを追い兄と海沿いに居た所を真虎に襲撃され撃たれるも海に落ち難を逃れた。日本でタツヒコと居た真虎を撃ちタツヒコに怒りを向けられ崩れ落ちた。修善を捕らえる為に駆けつけた桜井が率いる警察にその場で逮捕された。その後、刑務所にて桜井からタツヒコからの手紙を受け取り許しを得る。

### ハーレム
スカウト会社。社長の松方はかつてバーストに所属していた。後にバーストに潰される。
松方孝（まつかた たかし）
スカウト会社・ハーレムの社長。 元々はバーストの出身で、バーストを退社後にハーレムを立ち上げた。
しかし、山城神の策略と葉山をはじめとしたハーレム社員一同から勘当され、ハーレムを消滅させられる。当時ハーレムの社員のほとんどはバーストに吸収された。
その後、プッシャーであるヒデヨシのお得意様となり、薬物中毒に陥る。

### ミネルバ
全国規模のスカウト会社。その社員数は総勢500人とも言われている。新宿では駅前広場をシマとする。新宿でのケツ持ちはバーストと同じ紋舞会。ただし、バーストは「歌舞伎町ピカレスク編」よりケツモチを持っていない。
山城尊（やましろ たける）
ミネルバの社長。
真虎と繋がりがある。
バースト社長の山城神の弟（腹違いで本妻の子）である。
かつては兄の危機には自分の命も顧みずに駆けつけた。
現在の兄弟仲は極めて不良であるが、本人曰く「向こうが一方的に嫌っているだけで、オレはずっと気にかけていた」とのこと。
学生時代から不良だった神とは違い、優等生であった。
兄の死後、行き場を失ってしまったタツヒコに「ミネルバの社長ではなく山城神の弟として」北海道行きを命じたが、後にバーストがケツモチを美竹組に変えたことについて協議するため、歌舞伎町を徒歩で移動しているところを、真虎に拳銃で撃たれて死亡する。
ミネルバ幹部の吉川によると、建前上は「美竹組の下っ端に殺された」ことになっている。吉川やミネルバ北海道支部長・富士見など、尊を慕う幹部は多かった。
真虎（まこ）
（以前の詳細はバースト「真虎」を参照）
現在のミネルバ社長。
山城兄弟の死後、バーストを退社。同時期にミネルバへ移籍し、社長に就任。
「バースト奪還編」までは葉山が率いていたバーストも裏で事実上支配しており、歌舞伎町の2大スカウト会社を事実上手中に収めていた。
「バーストレクイエム編」にて辰巳幸四郎が自身をスカウトの道へ誘った恩人であったことが判明した。この時はまだ辰巳と同様の顔の傷が無く、髪型をロングヘアーにしていた。
真の目的は恩人である辰巳を殺害した山城兄弟とその黒幕である天野修善への復讐。辰巳の形見であるライターを常に所持している。「歌舞伎町ピカレスク編」にて香港で修善との決着を狙い暗躍するも修善の周到な策の前に敗北。タツヒコと共に日本へ帰国し、「用事を済ませたらバーストにケジメをつけに行く」と約束して姿を消す。その後紋舞会の裏金の隠し場所であるショップを訪れた修善を拉致し、新宿の廃ビル(辰巳の元会社オフィス)に連行。薬で体の自由を奪った修善に紋舞会の裏金の在りかを警察に伝えたことと天野家の跡継ぎである大河・レオを殺害したことを告げ、自決に追いやった。全てが終わり廃ビルを出たところで生き延びていたレオに撃たれ致命傷を負い、駆け付けたタツヒコに「レオを恨むな、これでいい」と言い残して息を引き取った。
吉川哲（きつかわ てつ）
ミネルバ幹部にして三大派閥の一つ・吉川派を率いている。
大阪府出身で関西弁を話す。若くして幹部に成り上がったため、他者からも一目置かれている。
上京した日にぼったくり店で尊に救われ、また彼に魅せられ、ミネルバに入社する。
気に入った人間にはとことん優しい。タツヒコとは公衆便所で知り合う。
闇金編などでタツヒコに力を貸す。
前社長の尊に深く信頼を寄せていた。それだけに、尊の亡き後のミネルバを「クソ」と評するなど、現在のミネルバへの失望は大きいものがある。
すすきので新スカウト会社・バーストネオを立ち上げたタツヒコと会うため、北海道に出向く。尊を殺したのはタツヒコではないかと疑っていたが、すすきのでタツヒコと再会し、詳しい事情を聞いて誤解は解けた模様。
「バースト奪還編」では「新宿フィラリア」がバーストとミネルバを争わせる為に鈴木トナミに誘拐されたが、バーストネオ一同、時政が率いる正統派バースト一同、ミネルバの百塚、影里、金らの活躍によって救出された。
「歌舞伎町ピカレスク編」では、前社長の尊の死の真相を知る百塚と協力。裏を知る真虎、朱美を嫌っている。山城兄弟殺害の真相が明らかになったあと百塚らと共にミネルバを退社し、百塚が立ち上げたスカウト会社「MZクルー」に移籍する。
ハーレーダビッドソンのバイクを所有している。
影里（かげさと）
吉川派のNo.2。首筋に洋彫りの刺青がある。
吉川を慕っており、彼に危害を加えようとする人間には容赦はしない。フラフラと中途半端な性格（に見える）のタツヒコが吉川に気に入られていることが気に入らない。
「闇金編」ではタツヒコ絡みで関から激しい暴力を受けたこともある。
「歌舞伎町ピカレスク編」では山城兄弟殺害の真相が明らかになったあとミネルバを退社し、百塚が立ち上げたスカウト会社「MZクルー」に移籍する。
百塚裕（ももづか ゆう）
ミネルバ幹部にして三大派閥の一つ・武闘派の百塚派を率いている。社長の尊や、部下の金など近しい人物からは「裕」、「裕さん」と呼ばれている。
副業として闇金融「アカブタグループ」のオーナーを営んでいた。警察に摘発されると察知するとオーナーの座を狙っていた牛尾に譲り、代わりに罪を被せる。その後は闇金で稼いだ金を使えるようにするために白金や朱美のホストクラブを利用して資金洗浄に勤しむ。スカウト業とは別の金融業及び資金洗浄の件に関しては原木を部下に従えている。色黒の坊主頭で両胸に刺青を入れている。「バースト奪還編」以降は髪型を辮髪にしている。
奇抜な文字（『警視庁』、『夜露死苦』、『誠意』など）の書かれた扇子を持っていることが多い。
顔が広く、バーストの真虎や関とも親しい関係であった。
実質ミネルバのNo.2で、尊が引き継いだ直後から彼の側近として活動していた古参の幹部。
小柄ではあるがケンカは相当強い。その強さは元バーストの武闘派・関からも一目置かれるほどであり、ハウンドのスカウトマン達十数人を一人で倒したこともある。
粗暴な人物だが、タツヒコを気に掛けていたリカを心配し、大切に思い遣るようにアドバイスしたことがある。
「バースト奪還編」では誘拐された吉川を助けるべくタツヒコに協力した。
その際、「社長（山城尊）が信頼したなら問題無い」という心境をタツヒコに明かし、彼を素直に評価した。
「歌舞伎町ピカレスク編」では前社長の尊を真虎が殺害したことを知っており、吉川と共にバーストを訪れ、真虎の誘拐・共闘を提案した。また、新生ウィザード社長の関とも連絡を取り続けており、バーストと同じようにウィザードにも共闘を提案した。山城兄弟殺害の真相が明らかになったあと吉川らと共にミネルバを退社し、スカウト会社「MZクルー」を立ち上げ、社長に就任する。
金大英（きむ だいえい）
百塚派のNo.2でありミネルバ幹部。アジア系の在日外国人。ニックネームは「ダイエイ君」で、百塚からは「大（だい）ちゃん」と呼ばれる。
一見穏やかに見えるが、百塚派であることから暴力的で過激な行動に出ることも多い。
元パラサイツ、現「新宿フィラリア」のユータとは地元が同じで、「バースト奪還編」では誘拐された吉川を救出すべくユータと喧嘩をし、苦戦しつつも勝利した。また、百塚と同様に「社長（山城尊）が信頼したなら問題無い」という心境をタツヒコに明かした。
「歌舞伎町ピカレスク編」では前社長の尊の死の真相を知る百塚、吉川に協力。山城兄弟殺害の真相が明らかになったあと百塚らと共にミネルバを退社し、百塚が立ち上げたスカウト会社「MZクルー」に移籍し、金庫番を務める。
白金玲司（しろかね れいじ）
ミネルバ幹部にして三大派閥の一つ・白金派を率いている。
ホストクラブ『スコーピオ』（「歌舞伎町ピカレスク編」以後はホストクラブ『プラチナム』）の代表でもある。真虎や朱美と繋がりがある。矢野霞をホストにはまらせ、水商売の道を進めたのは彼がきっかけ。百塚と手を組み、違法に稼いだ金の資金洗浄に加担している。真虎の死の後にミネルバを畳んで蒼井と共にホストクラブを経営している。
早乙女朱美（さおとめ あけみ）
（以前の詳細はその他「早乙女朱美」欄参照）
ミネルバ幹部、ホストクラブ「ザクロ」のNo.2。作中で、年齢が判明している数少ない人物（辰巳殺しの罪を被った1996年に16歳。『歌舞伎町ピカレスク編』が始まった2005年に25歳）
山城尊の死後、ミネルバに新幹部として入社。
過去には辰巳幸四郎を殺した犯人だとされ服役していたが、実際は罪を被っただけである。真虎、白金と繋がりがある。
真虎に対する忠誠心の強さとタツヒコに対する憎悪の気持ちは変わらないものの、「歌舞伎町ピカレスク編」にてホスト通いによって借金が積み重なった矢野霞のスカウトを担当し始めた際、「身体を売って稼ぐか必死に夢（アキバ系アイドル）を追って稼ぐか、いずれかを選べ」と彼女に提言し、面倒見の良い意外な一面を見せたが、結局はタツヒコを排除すべく利用しただけに過ぎなかった。
関によって重傷を負わされた真虎の入院中、単独でタツヒコ殺害を企て、魚沼兄弟に作らせた爆薬を用い、霞の面接に立ち会ったタツヒコをビルごと爆発させるが、タツヒコの機転により失敗。逃走を試みるも、（裏金に拘わる業務をしていた魚沼兄弟に爆弾を作らせた事から）一線を越えた事に激怒した下里に捕らえられ監禁されるが、タツヒコおよび霞の懇願により解放される。その後、真虎に「俺はもう降ります」とのメールを残し、霞と共に東京を離れる。
辰巳幸四郎（たつみ こうしろう）
ミネルバの創立者で、初代社長。作中で、年齢が判明している数少ない人物（ミネルバを創設した1992年に26歳。殺害された1996年に30歳）。
1992年に当時は存在しなかった「スカウト会社」を設立した。ケツモチを作らない方針で、汚いしがらみの中をもがきながらも汚れない何かを持ち、馬頭からは「白鳥（スワン）のよう」な人物だったと評され、（ミネルバの名前の由来が歌舞伎町で初めて恋したブラジル人踊り子の芸名など）単純なところを含めて性格もタツヒコそっくりである。
1996年4月1日に早乙女朱美をレイプしようとして逆に朱美に抵抗され命を落としたとされている。真虎と同じ顔の傷を持つ。
殺害の真相は、井和丸の指示で天野修善が柚木組の組長を射殺した現場を偶然目撃してしまい、口封じのために天野が山城兄弟を使って辰巳を襲わせたというものである。
警察官を志していたようで、桜井とは警察学校で同期であったが警察の目指す「正義」に疑問を感じ中退した。

### ミネルバ北海道支部
富士見丈（ふじみ じょう）
ミネルバ北海道支部の支部長。かつては渋谷で森長が率いていた愚連隊に属する下っ端的存在であり、このことは周りには隠している。
高野友里（たかの ゆうり）
ミネルバ北海道支部のNo.2。犬飼から殴られる。
那須圭太（なす けいた）
ミネルバ北海道支部のNo.3。ミネルバ幹部の吉川哲と関わりが深い。ベンツのGクラスに乗っている。
小谷マコト（こたに マコト）
ミネルバ北海道支部の社員。すすきのでスカウトしているところを、森長に拉致される。東京や北海道の事情に詳しいことから、森長に「ハカセ」と名付けられる。森長に屈した富士見に一方的にミネルバを解雇された後、バーストネオに入社する。
その後、警察に逮捕された犬飼が釈放されるまで北海道に留まって面倒を見ることをタツヒコ達に伝えた。

### パラサイツ
渋谷を拠点とするスカウト会社。ケツモチは美竹組。一度はバーストと共存する形での手打ちがまとまったが、最終的に田無が逮捕されて消滅した。
田無武（たなし たけし）
パラサイツ社長。元々は新宿でスカウトをしていた。森長からは「タケちゃん」と呼ばれていた。
葉山によると、新宿時代は「頭も切れるし話も分かる人物だったが、どこかぱっとしなかった」とのこと。暴力事件を起こして留置場に拘留されていた森長の保釈金を払い、彼が部下になった後から渋谷で名を成すようになった。
自分が必死にまとめた話を何かとトラブルを起こしてかき回す森長に対して「社長の座を狙っているのだろう」と絶縁を宣言する。この件に関して、関は「少しトラブルがあってくらいで会社の暗部である森長を切ったのは間違いで、田無はこの世界に向いていない」と発言している。が、美竹組組長土屋を刺した森長を美竹組から助ける事を条件に、ヒットマンとなった。現在は服役中である。灰沢からは「出所したら幹部の席を用意する」と約束されている。
「バースト奪還編」では森長とトナミのタイマンの途中の回想で再登場。
この回想の時、過去にミレイが悪徳マネージャーからある芸能会社の社長へ枕営業を強要していた際、森長と共にミレイを強姦していた社長とマネージャーへ鉄拳制裁を与えていたことが明らかになった。物語終盤で刑務所での面会に毎日の様に来る森長に「暇か？」と言っている。
森長千里（もりなが ちさと）
パラサイツの中心人物（専務）。
筋肉質の長身でケンカが非常に強く、タツヒコとタイマンで互角だった数少ない人物である。
在籍当時のパラサイツは実質、彼を中心にした愚連隊と化していた。
左腕にトライバルの洋彫りが何重にもあり、後に鈴木トナミによって彫り込んでもらったことが判明する。
大柄で洋彫りのある左腕、喧嘩が強いという特徴から粗暴な人物に思われがちだが、実際は義理堅く友情に熱い純情な男。語尾に「ナリ」を付けたがる癖があるが、緊迫した時には口調が荒くなる。
留置場に拘留されていた所を田無が保釈金を払って助けたことにより、彼に対して絶大な忠誠心を抱いている。
しかしながら、その行き過ぎた行動のため、次第に田無に煙たがられるようになり、絶縁に至った。そうした背景にも拘らず、その後も美竹組組長の土屋を刺したりと、彼の田無への忠誠心は変わらなかった。
後に北海道の「ねはんの宿」で働くタツヒコと再会し、拳を交えた後、彼と2人でスカウト会社「バーストネオ」を立ち上げる。かつてパラサイツの幹部であったことから、スカウト会社の実務を一通りこなせるなど、意外に器用な一面も持つ。
『ドラクエ』がお気に入り。
田無絡みの事件などからヤクザを嫌っている。
（以後の詳細は上記バースト「森長千里」欄参照）
チバ
パラサイツの社員。愚連隊時代からの森長の部下。長髪の髭面が特徴。カエデ・アオイ姉妹を巡り、タツヒコ・犬飼らとモメる。犬飼を圧倒する喧嘩の腕の持ち主であったが、タツヒコに一撃で沈められた。この事がバーストとパラサイツの抗争のきっかけとなった。
ユータ
「バースト奪還編」で登場。元パラサイツの社員。現在は「新宿フィラリア」で活動している。ミネルバの吉川を誘拐した際、居場所を突き止めた金に見つけられ、タイマンを張るものの敗れる。この際にミネルバの金大英から地元が同じであることを明かされた。
鈴木トナミ（すずき トナミ）
元パラサイツの社員。現在はスカウト会社「新宿フィラリア」の社長。
体を鍛えることが好き。セックスした相手の女のショーツの匂いを嗅ぐことでテンションが上がる性癖を持つ。
元パラサイツ、現バーストネオ専務の森長千里とは親友同士の関係にあり、彼の左腕にトライバルタイプの刺青を彫り込んだ。
現在はフィラリアで活動し、森長やバーストネオを潰しに掛かっている。灰沢の協力により、一時期バーストの社長に就任する。樹海で森長とタイマンを張り、敗北。わだかまりが消えた後は森長を解放した。その後、新宿に戻った際にミレイに侘びと心情を吐露し、歌舞伎町を去る。

### ウィザード
横浜を拠点とするスカウト会社。横浜では「タキ王国」の異名を取るほどの勢力を誇り、他のスカウト会社の進出をことごとく跳ね返していた。警察ともつながりがある。かつてのケツモチは宝来会・雛野一家。しかし、最終的にバーストの横浜進出を許して勢力は弱体化。滝の死後、現在は関が新たな社長になり、再建を果たす。再建当時の社員は関、ハネマン、佐藤大臣の3名。その後、「バースト奪還編」ではタツヒコ達が歌舞伎町に戻る約3ヶ月前から都内へ進出。自社の勢力の拡大を行いつつタツヒコが率いる「バーストネオ」と共に「新宿フィラリア」の壊滅を進めつつ、当時のバーストを叩き直すべく奮闘した。
滝マサキ（タキ マサキ）
ウィザードの社長。背中一面にガレオン船の洋彫りがある。横浜において他に並ぶ者がないほどの権勢を誇る。しかしそれは、警察への莫大な付け届けや雛野一家総長の田坂の暴力に耐えることなどの上に成り立っているものであり、そのためにはシャブなど自身の好まない手段をも取らざるを得なかった。それらも全てはかつての親友・関との間に交わした「将来何か大きな事を成し遂げる」という約束を守るためであった。関のことを「玄ちゃん」と呼んでいた。田坂に受けた暴力によって、全ての奥歯を失っている。ヒデヨシを殺した念から空っぽになってしまった洋介に何らかのシンパシーを抱いた模様で、洋介をウィザードのシャブのディーラーとして囲っていた。横浜進出を狙ったバーストと揉めた際に幼馴染の関が見守る中でタツヒコとタイマンを張り、その後関とタツヒコに自身の胸中を言い伝え、飛び降り自殺する。愛車はフェラーリ・F430。モデルは和久井と同じ元スカウトの人物で、現在はインフルエンサー集団「Z李」を運営する一人として知られる。
関玄介（せき げんすけ）
（以前の詳細はバースト「関玄介」を参照）
以前はバースト幹部。武闘派である関派を率いていた。
「横浜王国編」の終盤、滝の意思を果たすべく社長に就任。残ったハネマンと佐藤大臣と共に新生ウィザードを設立。
滝の死後、一旦新宿へ戻って心筋梗塞で入院している神の見舞いへ行き、「今までお世話になりました」と丁寧語で挨拶した。
現在は新生ウィザードの社長。
「バースト奪還編」ではタツヒコ率いるバーストネオ一同、時正率いる正統派バースト一同と共に新宿フィラリアを壊滅すべく、かつての「バースト」在籍時と変わらぬ行動力で戦った。この時には髪型をオールバックにしていた。
なお、「バースト奪還編」の後、敵だった葉山とモリケンを引き取っており、面倒見の良い一面を見せた。
ハネマン
ウィザードのNo.2。見た目は日焼けした肌、ヘアスタイルは金髪を立てており襟足は長め。両胸にかけて和彫りがある。
敵対する者に対しては容赦なく、攻撃的な性格。目上の人物に対しては、普段の彼からは想像できないほど落ち着いた丁寧な対応をする（かつて敵対したタツヒコも味方側になったときの彼の態度に驚いていた）。
滝の遺志に沿って、関と佐藤と共に新生ウィザードの種火を残す。
「バースト奪還編」でパチンコ屋にいたタツヒコと再会。バーストネオ一同へ現在の歌舞伎町のスカウト会社の近況を伝え、「モリケンが作ったものは一つ残らずブッ壊したい」という意思を伝え、バーストネオとウィザードが共闘して「新宿フィラリア」を潰すことを提案する。
モリケン（本名：森田建水 もりた けんすい）
元ウィザードのNo.3。見た目は日焼けの金髪坊主頭。滝の死後、新たなスカウト会社「リモーラ」を立ち上げる（社名は「バースト奪還編」で判明）。
「バースト奪還編」では田無と森長が去ったパラサイツの残党と共に設立した新たなアングラ系スカウト会社「新宿フィラリア」で、会長として活動していた。
「バースト奪還編」の最後で地方に下ろうとしているところを関らの待ち伏せにあい、制裁を食らう。その後は関に拾われ、新生ウィザードに入社した。
佐藤大臣（さとう　ひろおみ）
ウィザードが東京進出の際に新宿で活動するダミー会社「999（スリーナイン）」の代表。当初はナリを潜めていたが、紋舞会をケツモチにつけてからは頭角を現し、バーストの契約店を次々に襲撃、なおかつ鞍替えさせた。滝失脚後は、モリケンにはついていかず、ハネマンと共に関につく。
コージ
ウィザードで監禁されたタツヒコを見張る。アリサの面倒役でもあり、滝の命令が優先するとはいえ彼女の言うこともよく聞く。そのことから、これまでに幾度か、滝から暴力を受けたこともあった。それでも滝やウィザードへの忠誠心は高い。アリサ曰くケンカ黒帯。
栗坊（くりぼう）
モリケン派のNo.3。見た目は坊主頭。ハネマンのことを煙たがっており、滝の存命中からモリケンに対して独立を促すような発言をしている。

### ハウンド
新宿に進出し始めた、ヤクザ（美竹組）直系のスカウト会社。区役所通りをシマとする。
九龍タケシ（くりゅう タケシ）
ハウンド社長。美竹組の若中でもある。事務所に犬を飼っているほどの犬好き。金城と共に「にゃんきんハウス」を経営する。元ハーレム社員で松方のことを慕っていたためバーストには属さずにいた。服役中にハーレムがバーストに吸収されたようで松方を裏切った葉山のことを嫌っている。灰沢とは以前から盃を交わしており、美竹組の組長が灰沢に替わった時に正式に美竹組の構成員になった。灰沢に心酔しているが、女癖の悪さから美竹組と紋舞会の紛争の「火種」として灰沢から割腹を命じられ、死亡する。金城曰く「ムリヤリ犯さないとコーフンしない」という性癖を持つらしいが、リカと付き合っていた時だけは真面目に交際しており、灰沢の命令でミネルバと揉めるための火種を作る際、百塚を呼び出すためリカの誘拐という策をとったが、金城に襲われないようにするために「にゃんきんハウス」の鍵付きの部屋にリカを普通の状態で入れておくなど最後までリカのことを気遣っていた。これまでの自分の女性に対する数々の悪事に対しては「自分と金城は早死にすると思った」と罪悪感を抱いていた。

### ウォッチマン
契約店が紹介料の名目で警察に顧問料を支払う際、その店と警察の間に入って顧問料の受け渡しを代行する「ケツモチ代行店」。すすきの最大のスカウト会社でありながら、実際にはスカウト活動を行なっていない。
馬頭冬偉（メズ トーイ）
ミネルバの創立メンバーで、真虎にスカウトのイロハを教えた人物。馬頭夏明の腹違いの弟で、母親は日本人。現在は札幌で飲食店や旅行代理店などを手広くやっている「馬頭グループ」のトップであり、すすきの最大のスカウト会社「ウォッチマン」の社長。かつてはミネルバ創立者である辰巳幸四郎の右腕だった。現在は「生きた死人＝亡霊（ゴースト）」とも評され、駄菓子を好んで食べる。
タツヒコとのタイマンの最中、北海道警に花火をぶつけたタツヒコに辰巳幸四郎の面影を重ね、改心する。その後はバーストネオの幹部になり、タツヒコと森長と共に歌舞伎町へと舞い戻り、タツヒコの参謀として活躍。
（以後の詳細は上記バースト「馬頭冬偉」欄参照）
熊比良セルゲイ（くまひら セルゲイ）
元警察官で、現在は馬頭のボディガード。ノー・ダメージで森長を一蹴するなど、無類の強さを誇る。後日、森長に軽トラで撥ねられ、重症を負う。
犬飼幸二（いぬかい こうじ）
（上記バースト「犬飼幸二」欄参照）
北海道に渡ってから、アオイとカエデの借金を返済するべく、馬頭の下でウォッチマンとしての実務を実質一人でこなす。タツヒコを裏切った後、カエデの言葉により改心し、再びタツヒコの仲間となる。馬頭の罪とタツヒコが北海道警に花火をぶつけた罪の両方を被ることで、2人に恩返しをする。

### MZ（エムズ）クルー
山城兄弟殺害の真相が明らかになったあとミネルバを退社した百塚が立ち上げたスカウト会社。ケツモチは無し。
社員は全員、今まで起きた事件からミネルバに見切りを付けて百塚に付いていくことを決意し、移籍してきた人物。打倒ミネルバを掲げている。
百塚裕（ももづか ゆう）
吉川哲（きつかわ てつ）
金大英（きむ だいえい）
影里（かげさと）
牛尾忠利 (うしおただとし)
鼠賀信之助(そがしんのすけ)

### ヤクザ
天野修善（あまの しゅうぜん）
新宿をナワバリにする「紋舞会」の会長（組長）。飄々としているが策略を張り巡らし、邪魔な人間は容赦なく切り捨てる。山城神とは昔からの付き合いで可愛がっていると言うものの、その裏でいつでも切り離す段取りをつけている描写もある。
若い頃は歌舞伎町で暴れており、その武勇を見込まれた現・柚木組組長の井和丸剛にスカウトされ側近となる。井和丸の命令で当時の柚木組組長を暗殺し、その見返りとして紋舞会の組長に推薦され就任。しかしその際に殺害現場で辰巳とすれ違い顔を見られてしまう。口封じのために辰巳の部下であった山城兄弟に辰巳殺害を命ずる。この事から真虎からは命を狙われており、一連の騒動における黒幕である。新宿にある古い定食屋のサバ味噌定食を好んでおり、定期的に食べに行く描写が多々見受けられる。「歌舞伎町ピカレスク編」で香港で真虎と対峙し全ての企みを卯月によって見破り警察を翻弄し真虎を敗北に追いやる。帰国後に一人で運転したいと自分の車を運転手抜きで運転し高笑いを浮かべた。裏金を隠した店を訪れたが既に金は奪われた後と下里の死体だけだった事に驚きそこで真虎と再会し卯木も修善に対する同じ怨みを持つものだと告げられた後薬物を打たれて攫われ真虎曰く「思い出の地」で自身の裏金と共に再び対峙し古びた刃物で刺殺されるという薬の幻覚を見る。息子2人を殺した事と全ての悪事をあらゆる所に暴露したと言われ「殺すのに武器は要らない、言葉で死ね」と告げられた。最後は近くにあった古びたで刃物で腹を刺し自決した。
下里広也（しもさと　こうや）
紋舞会若頭でナンバー2。天野の側近中の側近であり右腕的存在で彼からの信頼も厚く、日下田からも下の名前の広也（コーヤ）で呼ばれる程信頼は得ている模様。目の色がそれぞれ違うことから片方は義眼と思われる。好戦的な人物が多い紋舞会の中では冷静で知性的な人物（しかし実力行使に出る事もある）。組織の金庫番も務めており、柚木組の次期組長の座を争った騒動の際の裏工作を率先して実行。紋舞会に探りを入れる馬頭を逆に罠に嵌め背後を取り、同行していた卯月に馬頭の射殺を命じるも卯月の裏切りに遭い、逆に射殺された。
天野大河（あまの たいが）
紋舞会舎弟頭であり天野修繕の実子。レオは実弟。普段は外国（香港）を拠点に活動しており、「大河運輸」という貿易会社を経営している。主に密輸を稼ぎにしており、資産は400億円にも上る。香港警察や地元マフィアには多額の賄賂を贈り犯罪行為を見逃してもらっている。
父親の威光に縋らず、若手ながらも他のヤクザからも一目置かれるやり手であり、頭目争いする柚木組の堀田に寝返ろうとした中国マフィアの集団を躊躇なく機関銃で虐殺する冷酷さも持ち合わせる。その為か弟のレオからは少し距離を置かれていた。中国マフィアの秘密を握るリョーコと逃がしたタツヒコを始末しようと2人を追っていたが、再会することなく真虎に始末された。
綱川（つなかわ）
紋舞会舎弟頭補佐。顔に大きな刃物傷がある強面。暴走族「横須賀暴流徒（よこすかボルト）」に絡まれて応戦するも撲殺された。
三浦（みうら）
紋舞会舎弟頭補佐。ククリナイフの様な形をした大きな刃物を武器に単身敵地へ殴りこむ紋舞会屈指の武闘派。同じ舎弟頭の綱川とは深い絆を持ち綱川の死を甚く悲しんだ。横須賀暴流徒と、襲撃を命じた希崎組の組長・希崎一國を殺害し仇を取る。香港での裏金密輸の陣頭指揮を執り、ダミー船を用意して警察を翻弄した。この事で警察に逮捕されるも短期間で釈放される。しかしその間に計画が失敗して紋舞会は崩壊、幹部ら数名と共に自決した。
金城
紋舞会の構成員。シャブを取り扱っている。ハウンドの社長であり美竹組の若中の九龍タケシとは幼馴染で、幼い頃から共に悪事を働いてきた。現在は「にゃんきんハウス」を共同経営している。タケシ同様「ムリヤリ犯さないとコーフンしない」という性癖を持つが、その度合いはタケシ以上の鬼畜。タケシの彼女であったリカを無理やり犯してタケシと別れさせている。部下の上草と佐竹に女性を攫わせ監禁し、シャブ漬けにして売春を強要させている。「にゃんきんハウス」に乗り込んだタツヒコを襲撃し、チェーンソーでバラバラにして焼き殺そうとするが、タケシと共に現れた灰沢に捕まり、自身が所持していたナイフでタケシは割腹。それを金城の仕業に見立て紋舞会との抗争の火種として利用された。その後は美竹組に攫われ詳細は不明。
土屋（つちや）
新宿を仕切っている美竹組の組長。関を黙らせるだけの迫力を持つ武闘派のヤクザ。パラサイツのケツモチをしており、バーストとの抗争の際に現われる。バーストを吸収し新宿進出を狙うもバースト側は紋舞会の天野に間を取り持って貰い、天野の提案で逆にパラサイツを見放しバースト側を支持することに。しかし真虎が仕掛けた策に乗じる形で犬飼とアオイを攫い今度はバーストのみに圧を掛ける。タツヒコらを拉致した美竹組だったが、同時刻、天野と会食中の土屋を裏切った報復として森長が襲撃。一命は取り留めたものの入院中に部下の灰沢に裏切られ射殺された。若い頃はかなりの武闘派で、灰沢も慕っていたが組が大きくなるにつれ日和見することが多くなり、灰沢を失望させたことが殺害に繋がった。
灰沢（はいざわ）
美竹組の若頭。青春時代のほとんどを刑務所で過ごして来たという生粋の悪。その悪人っぷりを土屋に認められスカウトされて組に入った。人を殺すことに何の躊躇いもなく、尚且つ殺し合いに「生」を感じる異端者。自身を慕っていた部下の九龍タケシも平然と切り捨て利用した。
バーストとの抗争では犬飼とアオイを拉致する実行犯を務めた。脱走を企てたタツヒコを阻止し、バーストの命令で来たと吐かせるようと拷問したが、吐かないタツヒコに業を煮やして銃殺しようとするも、寸前のところで土屋襲撃の報を受け、土屋を優先するために3人を解放した。その後は前述のとおり土屋を暗殺。その罪を襲撃した森長に擦り付け、森長を庇う田無に森長のダミーを射殺させた上に罪を被せ警察に出頭させた。この事が「親の仇」として功績と認められて組長に就任。その後は土屋がいた頃よりも勢力を伸ばすことに貢献。また真虎とも繋がるようになり、山城兄弟の殺害に関与した。
紋舞会との抗争のきっかけを作ったやり方については紋舞会下里から「見事」と評される程、計算高く頭も切れる。後に土屋殺害の真犯人とバレてしまい、柚木組の日下田に割腹を命じられるが一切の躊躇なく腹を切ろうとする胆力を認められ、親殺しの罪を黙認する代わりに天野降ろし（つまり暗殺）を命じられる。天野と頭目を争う堀田の協力を得て香港で天野を狙うも、先にアジトに乗り込まれていたタツヒコらと対峙。因縁の相手である森長とは素手での勝負をするも本気を出した森長には敵わず、拳銃で応戦しようとした直後に応援に来た馬頭夏明に射殺される。しかし最期まで死への恐怖を感じさせず、不敵な笑みを浮かべたまま絶命した。
田坂（たさか）
神奈川全域をシマにする暴力団・雛野一家の総長（組長）。かなり粗暴な人物で、滝には日常的に激しい暴力を働いている。覚せい剤の常習者で、ヒステリーになると手が付けられない。神奈川県警の浄化作戦により、警察の汚職も含めてすべての罪を被されてしまい逮捕、失脚した。
荒井（あらい）
雛野一家の若頭。田坂失脚後に総長の座に就く。その際、口封じのために砂子を始末する。
塙（はなわ）
北海道唯一の組・柚木組傘下の朝河組組長。見た目は全く普通のサラリーマン風の男。タツヒコと森長はその風貌に騙され組長と知らず無礼を働いてしまう。見た目通り普段は至って普通の生活を送っており、組員には黙って一人で街中を散策する自由人。
花沢しずか（はなざわ）
朝河組若頭。女性的な名前とは正反対の風貌を持つ厳つい男。
日下田光政（ひげた みつまさ）　
一期会会長及び柚木組舎弟頭でナンバー3と目される。葉巻とワイン（ロマネコンティ）を愛好し、関西弁で話すのが特徴。福健マフィアの馬頭夏明と親交がある。馬頭冬偉の垂れ込みにより灰沢の土屋殺しの件を立証し自決を命ずるも、逆に灰沢を使って天野を消すことを画策。表向きは柚木組次期組長に堀田を推薦する動きを見せているが、その一方で堀田に否定的な井和丸の意見に賛同するなど真意を見せない。一度は灰沢を使って天野を消そうとしたものの、その後は堀田の目の届かぬところで天野を推薦する仲立ちをしていた。灰沢死亡後、焦った堀田に天野の暗殺を頼まれるも拒否し、その場で堀田を殺害。さらに天野の計画も潰えたことから堀田殺しの罪を紋舞会に被せた上で紋舞会殲滅の陣頭指揮を執り、その功績から組長の座に成り上がった。
堀田正義（ほりた まさよし）
柚木組若頭でナンバー2。時期組長と目される人物。組随一の暴力性を誇る武闘派ヤクザ。しかしその凶暴さが堀田の良さでもあり弱点であると自他共に評されている。組長の井和丸からもその点を指摘されており、次期組長になることを渋られている。頭目争いの相手である天野を疎ましく思い、天野の挑発に乗る形で大勢の組員が見ている前で天野を袋叩きにする。しかしこれは周囲の評判を下げるための天野の作戦であり、本人もわかっていながらも引き下がれないと渋々暴力に応じるしかなかったと語った。日下田から紹介された灰沢と組み、灰沢を天野のヒットマンとして香港に送り込んだ。また香港で大河が囲っている中国マフィアを賄賂で裏切らせようと画策したが大河に見抜かれて、逆に堀田派に寝返った中国マフィアを粛清される羽目となる。追い打ちをかける様に灰沢も死亡したため、日下田にまで天野暗殺を命ずるも堀田に見切りをつけていた日下田から銃を渡したその場で発砲され、呆気ない最期を迎えた。
井和丸剛（いわまる ごう）
日本最大の勢力を誇る柚木組の組長。現在は高齢と病気のために引退間近となっている。老いたとは言え大物中の大物らしく貫禄は衰えない。柚木組本宅に忍び込み迷い込んだタツヒコと会話、タツヒコに何か感じることがあったのか、一切の危害を加えず解放した。
舎弟頭時代に歌舞伎町のチンピラであった天野を見込み、自身の側近に起用した。当時の組長を殺害させて頭目争いに勝利、同時に天野を紋舞会の組長に就任させた。自身の後任も天野を推している。

### ヒロイン
裕香（ゆか）
新宿の人気キャバクラ嬢。タツヒコとはひょんな事から知り合い、以後よき理解者となる。合気道の有段者であり、腕っぷしはそこそこある（闇金編でタツヒコを立ち直らせる為に彼女を呼んだ吉川も「すげー女」とたじろぐ程）。タツヒコが落ち込んでる時に駆けつけては励ます心の広い人物であり、勤務態度の悪いマユミのことも決して悪くは言わなかった。ヤクザの組長の愛人でありマンションを与えられている。
アゲハ
風俗嬢。勤務していた風俗店の店長から暴力を受けていた際に助けてくれたタツヒコに惹かれ恋人同然の付き合いをする。しかし店長からはシャブ漬けにされており、重度の中毒者でその事はタツヒコには隠していた。その後タツヒコの紹介で別の店に異動したものの、覚せい剤欲しさのためにタツヒコには黙って古巣に戻っていた。紹介した店で無断欠勤が続いたことを不審に思ったタツヒコは先の一件の店長に目星をつけ店に殴り込む。しかしそこにいたのはシャブによって廃人と化していたアゲハの姿であった。一旦はタツヒコのことに気づかなかったアゲハだったが、タツヒコに自身の「隠し事」を明かした店長をその場にあった刃物で刺し、自分の力ではどうすることもできないと警察に自首し、幕を引いた。
タツヒコにとってもアゲハの一件は大きな影を落とし、アゲハのことを知ろうとしなかった自分の責任であると悔いた。その後登場する女性に対しても親身に接したのは一人でもアゲハのような子がいてほしくないという思いもあったからである。
刑期を終えてタツヒコと再会するところで今作は終了した。
なお連載終了の数年後に発表された、後日談を描いた読み切り作品ではタツヒコと結婚しており、「真虎」と名付けた一子を授かっている。
カエデ
六本木にあるキャバクラのナンバー１ホステス。気丈な性格で妹のアオイにも当たりきついが、妹に甘い一面もあり姉妹仲は良好。アオイと共に渋谷に買い物している最中にAVスカウトとして活動していたタツヒコと犬飼に出会う。そこで犬飼とパラサイツのいざこざに巻き込まれるも、タツヒコがパラサイツのスカウトマンを一蹴した腕っぷしを見込み、タツヒコの紹介でAVにいくことをダシに自身に言い寄る悪質な客への制裁を依頼する。しかし、AV女優になるつもりは端からなく、一通り働かせた後はタツヒコらの情報をパラサイツに売り、タツヒコを切り捨てた。裏切られたタツヒコは逆にカエデの身を案じ（人を騙し続け、金に執着する様をヒデヨシとダブらせたため）、パラサイツ側につくことに注意を呼び掛けた。なおこの騒動がバーストとパラサイツとの抗争を進めることとなる。その後しばらくは、タツヒコとパラサイツとも関係を絶っていたが、アオイが美竹組に拉致されたことをきっかけに知らせに来たタツヒコと再会。はじめはタツヒコの呼び掛けに無視、妹を見捨てる素振りを見せたが、タツヒコはカエデが本心ではないと見抜き、単身アオイ（と犬飼）を救出しに行く。それを受けて、タツヒコらが灰沢ら美竹組に殺されかかる寸のところで登場し、自身がキャバクラで稼いだ5千万円と妹の交換を持ち掛ける。脱出後は、犬飼にアオイを託し、自身は当初の約束通り、タツヒコの紹介でAV女優に転じた。
キャバ嬢になる前は義父による暴力に怯える生活を送っていたが、ある時両親が死亡（心中と思われる）、借金とともに自宅をカエデが相続したため、1億の借金を背負い返却するためにキャバ嬢になった。本来、親の遺産を相続しなければ子は借金を肩代わりする義務はないが、アオイのことを思い、実家を相続したためであった。またタツヒコを一度裏切る際も、黙って姿を消すこともできたが、直接裏切ったことを伝えるなど、筋を通す優しい人物であった。北海道編で再登場を果たす。その際タツヒコを裏切った犬飼を叱った。
小野マユミ（おの マユミ）
「闇金編」のヒロイン的存在。偶然出会ったタツヒコに借金返済のために仕事を紹介してくれと頼んだことがきっかけ。「お姫様でいたい」と浪費を重ね、なおかつロクに仕事もせず、借金を返済するために別の金融業者からも金を借り・・・を繰り返す多重債務者。しかし、本人に至って能天気で現実味がなく、なおかつ仕事を選んでいた。風俗は嫌だと言い切ったため、裕香のツテを頼り同じ店で働くこととなったが、我儘で素直な性格が仇となりうまくいっていなかった。そんな最中、タツヒコの目の前で自殺未遂を図るも、死にきれず、再度タツヒコに身を任せることに。井出の紹介で、闇金業者の原木に相談を持ち掛ける。その際に原木がマユミの借金を代返する代わりに、勤め先のキャバクラの従業員名簿を盗めと指示される。借金苦から逃れたかったマユミはタツヒコには内緒でその案を受け、理由をつけてタツヒコに紹介されたキャバクラを転々とし続け、各店の名簿を盗み原木に流し続ける（しかし、一連の悪事のおかげで自身の借金は完済できている）。あるキャバクラで名簿盗みに失敗して、捕まるも隙をついて脱走。そして牛尾に拉致されてしまう。牛尾は原木にオーナー命令と騙し、タツヒコをおびき寄せる餌としてしばらくは原木の下で生活を送っていた。マユミもタツヒコを騙していた罪悪感から、タツヒコを遠ざけていた。事の終結後には果たせなかったタツヒコとの海デートを果たしている。
葉月ホタル（はづき ホタル）
すすきののキャバクラ嬢。当初は冷血な女と称されていたが、実際は面倒見がよく、正義感の強い人物であった。馬頭にタツヒコを嵌めることを依頼されるが、結局最後までタツヒコの味方になっていた。父親は北海道県警の重役。父親が汚職に手を染めていたことに心を痛め、汚職事件の真相解明を狙う桜井に協力する。
矢野霞（やの　かすみ）
秋葉原の地下アイドル。元はネイルサロンに勤務しており、客で来た白金に一目ぼれしてホストクラブに嵌ってしまい、借金を背負う。その後は信也の紹介でタツヒコのところに回ってきた。ルックスはお世辞にも良いと言えないが、地下アイドルでの活動には一生懸命で、その姿勢をタツヒコと森長ら数人のファンには評価されている。地下アイドルになったのは朱美の進言であり、過剰に経費を出資して資金洗浄する事を目的とした紋舞会が経営する芸能事務所に所属している。朱美に命令されてタツヒコを罠に嵌めるも、自身も殺されそうになった。しかし、朱美に対しては自身の夢を後押ししてくれた恩義があるため、紋舞会に追われる身となった朱美を自身の田舎に連れて行き、生活することとなった。
呼山リョーコ（こやま りょうこ）
最初期に登場。実際は17歳であるが免許証を偽造し19歳と称してホストクラブに入り浸り、多額の売り掛けを残して逃亡するが、ほどなく信也に見付かってしまう。その場で真虎に実年齢も見破られ、借金返済のために紋舞会に連れ去られる。
このエピソードは、「金の代わりは効かないが、人の代わりは効く」という真虎の発言とともに、スカウト業界に足を踏み入れたばかりのタツヒコに、この世界の厳しさを知らしめる象徴的な場面となった。
その後、長く作中には登場しなかったが、クライマックスの「歌舞伎町ピカレスク編」において、売られた先の香港でタツヒコと再会を果たす。紋舞会の何らかの秘密を握っていたため、大河から抹殺の対象にされていたが、そのことは明かされず物語が終結してしまったため詳細は不明。

### その他
信也（しんや）
歌舞伎町ホストクラブ「セクシーガイ」代表。犬飼への借金を取り立てようとするが、真虎の論理と迫力に圧され、減額を余儀なくされる。
『歌舞伎町ピカレスク編』にて髪形を変えて再登場し、矢野霞の借金問題を解決すべくタツヒコへ相談した。
原木（はらき）
闇金アカブタグループの店舗の店長。牛尾逮捕後、鼠賀に斬りつけられ、退院後は（アカブタグループが潰れていたこともあり）オレオレ詐欺を始める。
何か感情の起伏（怒りや疑問）があった時、片目をぴくっと動かす癖がある。人の不幸を顧みない薄情な性格。ミネルバ幹部・百塚との関わりが深く、実質的な部下である。
十条（とうじょう）
アカブタグループの前オーナーの代理人。顔に火傷のような傷跡があり、気にしている。
不川（ふかわ）
不川金融の代表取締役、高利貸し。顔を見せない闇金業者を嫌っており、真虎からの依頼で闇金を束ねていた牛尾にハメられたタツヒコの力になる。かなりの強面でなおかつ巨体の持ち主、闇金業者から「バケモンみてぇなヤツ」と言われるほど体が大きく、ケンカが強い。
森本（もりもと）
警視庁新宿署の刑事。普段はにこやかな優しい口調だが、相手を問い詰める際は迫力ある態度で接するベテラン刑事。後に傷害事件で逮捕されたタツヒコの取り調べに同席する。
砂子（すなこ）
神奈川県警の刑事。タキから金を貰い、ウィザードの悪事を見逃し、時には銃器を横流しするなど、根っからの悪徳刑事。県警のトップが変わり、その意向により汚職が明るみに出る前に粛清の対象となって「依願」退職する。が、最終的には雛野一家の総長となった荒井に証拠隠滅のため、釣りに湖畔へ出掛けたところで射殺された。
アリサ
タキの女。キャバクラ嬢。洋介のことを気にかけ、重度のシャブ中である彼をタキの元から解放しようとする。
アオイ
カエデの実妹。犬飼の紹介でAV女優となるが、犬飼がスカウトである事が辛くなり、真虎に相談するとパラサイツを紹介され、AV業界ではタブーである契約違反の掛け持ちをしたことにより、ケツモチのヤクザに犬飼と共にさらわれるが、カエデが5000万円をヤクザに支払ったことで助かる。その後、犬飼と一緒に出身地の北海道へ戻り、犬飼と結婚する。
荒興星
AVプロダクション荒星企画社長。割とノリの軽い人物に見えるが、荒星企画が紋舞会の企業舎弟であることもあり、実際は裏社会での生き方を知るしたたかな男。
蒼井金次（あおい きんじ）
ホストクラブ「ヴァルゴ」代表。闇金等で違法に稼いだ金を売り上げに計上し、資金洗浄を警察に疑われるも、比較的軽い風営法違反でわざと逮捕される。百塚から「切れ者」と評される。
実は天野に息子を殺害されており、真虎に復讐を託していた模様。出所後は白金と共にホストクラブを経営している。
早乙女朱美（さおとめ あけみ）
ホストクラブ『ヴァルゴ』No.2。タツヒコの保釈金を立て替え、その返済にヴァルゴを紹介する。冷酷な男で、また真虎が気に入っているタツヒコのことが気に入らない。ヴァルゴのNo.2であると共に、実際は同クラブのオーナーである。
ヴァルゴ閉店後は新たに設立したホストクラブ「ザクロ」のNo.2。
（以後の詳細はミネルバ「早乙女朱美」欄参照）
城田咲（しろた さき）
ヴァルゴNo.1。普段は気が良く、陽気な人物だが、自分に逆らうものには容赦がない。歯向かったタツヒコに廃人寸前になるまで追い込むイジメを行う。
しかし、勤務していた銀行から横領した金で飲んでいた（尚且つツケがあった）太客・河井恵が逮捕されたことで拉致される事となる。なおこの時まで朱美がヴァルゴのオーナーである事に気付いておらず、ナンバー1である事を笠に着て虚勢を張るも、オーナーである事を知ると発狂したように笑い、百塚の命により原木に拉致され行方不明になる（朱美曰く「死なない程度にタツヒコが考え付く事は全部やる」との事）。
森生羅（もり せいら）
ヴァルゴNo.3。見た目からして粗暴な人物。太客のカナに暴力を振るっていたが、後に結婚し退職。
タツヒコからは「外道」と言われるが、朱美からは「ホストをやるために生まれてきたような男」と評される。
伊集院（いじゅういん）
大手AV会社社長の女性。タツヒコに誘われホストクラブ「ヴァルゴ」に来店した際、他のホストと違って自分に対して真摯に接するタツヒコに好感を抱く。そのことと、バースト社長山城と元々縁があったことから、バーストのAV企画を一手に引き受けることを約束した。これによりタツヒコは山城神社長から「幹部」としてバーストに復帰することを許される。
河井恵（かわい めぐみ）
城田咲の太客。大手パチンコグループの社長令嬢と偽り、職場である銀行で横領していた金を城田咲に貢いでいた。後にタツヒコと出会って改心し、警察に自首。城田を破滅させる事となった。
卯月（うづき）
闇金アカブタグループに出資していた金主。真虎と関係がある。朱美の太客でもある。「歌舞伎町ピカレスク編」では真虎を裏切って計画を修善にリークし協力したかに思えたが実は真虎同様修善に深い恨みを持つ復讐者で下里を射殺し修善の裏金を奪った。真虎の死後落ち込んでいたタツヒコに「仕方がなかった」となだめていた。
桜井（さくらい）
辰巳事件に疑問を抱き、8年間調査を続けている警視庁の警視正。ホタルと協力して捜査を進め、タツヒコを奮い立たせる。
「歌舞伎町ピカレスク編」で歌舞伎町浄化作戦本部長として再登場。辰巳事件の真相を暴くべく、新宿へ渡った。歌舞伎町でタツヒコを捕まえ、取調室に入れたもののすぐに釈放したが、別れ際にタツヒコを励ましながらジャケットの肩をタッチした際、襟に発信機を仕掛けており、捜査に利用する。 辰巳とは警察学校では同期生。辰巳の敵討ちのために、辰巳殺害の黒幕・天野の逮捕を狙ってる。
馬頭夏明（マー シャーミン）
馬頭冬偉の腹違いの兄。顔の左側に大きな切り傷があり、十字が描かれた義眼を装着している。
新宿歌舞伎町を拠点とする福建マフィア「三聖会（トリニティ）」の老板（ラオパン、中国語で「会長」の意味）を務めている。
本編ではルービックキューブ、PlayStation Portable、ニンテンドーDSを遊んでいる様子が描かれており、ゲーム好きである。
「歌舞伎町レクイエム編」で、冬偉に日本人の血筋が入っていることを語った。
「バースト奪還編」では歌舞伎町へ戻った冬偉と再会し、バーストネオのケツモチの担当を提案した（その場は保留となり、冬偉からケツモチの提案を聞いたタツヒコと森長は「戻って来たからには中途半端な真似はしたくない、現在は金が無い為に上納金が払えない」との理由で断りたいと明かした）。
この他、今まで辰巳以外に仕えた人物がいなかった冬偉が、タツヒコに仕えたことを、驚きながらも評価している模様。
「歌舞伎町レクイエム編」にて柚木組舎弟頭、一期会会長の日下田光政とは旧知の仲であることが判明した。
以後も正直な態度を示さずとも冬偉に協力し、現在のバーストの行方を見守っている。

## テレビドラマ
2007年（平成19年）8月18日よりテレビ朝日土曜ミッドナイトドラマで放送された。全6回。

### キャスト
- 白鳥タツヒコ - 川村陽介
- 長谷川悠香 - 矢吹春奈
- 南ヒデヨシ - 弓削智久
- 真虎 - 北村栄基
- 山城神 - 深沢敦

### スタッフ
- 脚本 - 酒井直行
- チーフプロデューサー - 桑田潔
- プロデューサー - 高野渉、槙哲也
- 演出 - 宮下健作、木内麻由美、芝崎弘記
- 音楽 - Jirafa
- 主題歌 - BACK-ON「Butterfly」
- アクションコーディネーター - 竹田道弘
- 技術協力 - テイクシステムズ、ブル
- 音響効果 - スポット
- 編集・MA - ザ・チューブ
- 製作 - テレビ朝日、ホリプロ

### 放送日程
| 話数          | サブタイトル                 | ゲスト                                  | 放送日              |
| ------------- | ---------------------------- | --------------------------------------- | ------------------- |
| スカウト1人目 | 借金1000万円の女             | みひろ（ミユキ役）                      | 2007年8月18日（土） |
| スカウト2人目 | 極悪ホストに貢いだ少女       | 山本彩乃（リョウコ役）                  | 2007年8月25日（土） |
| スカウト3人目 | カリスマキャバ嬢の危険な誘惑 | 菅原禄弥（カエデ役）                    | 2007年9月1日（土）  |
| スカウト4人目 | 狙われたAV女優               | 菅原禄弥（カエデ役） 西野翔（アオイ役） | 2007年9月15日（土） |
| スカウト5人目 | 風俗嬢の危ない秘密           | 麻美ゆま（アゲハ役）                    | 2007年9月22日（土） |
| スカウト6人目 | 謎の天使                     | 我妻三輪子（マイ役）                    | 2007年9月29日（土） |

| テレビ朝日 土曜ミッドナイトドラマ | テレビ朝日 土曜ミッドナイトドラマ | テレビ朝日 土曜ミッドナイトドラマ |
| 前番組                            | 番組名                            | 次番組                            |
| --------------------------------- | --------------------------------- | --------------------------------- |
| ティッシュ                        | 新宿スワン                        | もうひとつの象の背中              |

## 映画

### 第1作
2015年5月30日に公開。PG12指定。週末観客動員数では1位を獲得し、『シンデレラ』の6週連続1位を阻止した。

#### キャスト（第1作）
- 白鳥龍彦 - 綾野剛、(少年時代) KAITO
- 南秀吉 - 山田孝之、(少年時代) 泉大智(DISH//)
- アゲハ - 沢尻エリカ
- 葉山豊 - 金子ノブアキ
- 関玄介 - 深水元基
- 時政 - 村上淳
- 洋介 - 久保田悠来
- 栄子 - 真野恵里菜
- 梨子 - 丸高愛実
- 毒山 - 一ノ瀬ワタル
- アキオ - 長田成哉
- 松方社長 - 安田顕
- 涼子 - 山田優
- 山城神 - 豊原功補
- 天野修善 - 吉田鋼太郎
- 真虎 - 伊勢谷友介

#### スタッフ（第1作）
- プロデューサー - 山本又一朗
- 監督 - 園子温
- 脚本 - 鈴木おさむ、水島力也
- 原作 - 和久井健「新宿スワン」（講談社「週刊ヤングマガジン」刊）
- 企画 - 古川公平、瀧藤雅朝
- 共同プロデューサー - 富田敏家、鈴木剛
- 撮影 - 山本英夫
- 照明 - 小野晃
- 美術 - 磯見俊裕、仲前智治
- 録音 - 小宮元
- 音響効果 - 斉藤昌利
- 音楽 - 大坪直樹
- 編集 - 掛須秀一
- 主題歌 - MAN WITH A MISSION「Dive」（Sony Music Records）
- 挿入歌 - UVERworld「Collide」（gr8!records）
- 企画協力 - 講談社、ヤングマガジン、dTV
- 配給 - ソニー・ピクチャーズ エンタテインメント
- 制作プロダクション - トライストーン・エンタテイメント
- 製作 - 「新宿スワン」製作委員会（講談社、トライストーン・エンタテイメント、ジャパン・ミュージックエンターテインメント、ハピネット）

### 第2作
『新宿スワンII』（しんじゅくスワン ツー）のタイトルで、2017年1月21日に公開。2016年1月27日に続編のクランクインが発表され、原作の「横浜編」にあたるストーリーが描かれる。

#### キャスト（第2作）
- 白鳥龍彦 - 綾野剛
- 滝正樹 - 浅野忠信[7]
- 真虎 - 伊勢谷友介[7]
- 関玄介 - 深水元基
- 葉山豊 - 金子ノブアキ
- 時正 - 村上淳
- 洋介 - 久保田悠来
- 森長千里 - 上地雄輔
- 小沢マユミ - 広瀬アリス[7]
- アリサ - 高橋メアリージュン
- 鼠賀信之介 - 桐山漣
- ハネマン - 中野裕太
- 井出登 - 佐藤祐基
- ヒロシ - 成田凌
- 毒山 - 一ノ瀬ワタル
- キルビル - 梶原ひかり
- モリケン - 北村昭博
- 田坂晃 - 中野英雄
- 砂子 - 笹野高史
- 梶田 - 要潤
- 倉石 - 神尾佑
- 涼子 - 山田優
- 山城神 - 豊原功補
- 天野修善 - 吉田鋼太郎
- 住友 - 椎名桔平
- ミュージシャン - Anly[9]
- ルイ - 野崎萌香[10][11]

#### スタッフ（第2作）
- 監督 - 園子温
- 脚本 - 水島力也
- プロデューサー - 山本又一朗
- 原作 - 和久井健「新宿スワン」（講談社「週刊ヤングマガジン」刊）
- アクション監督 - 谷垣健治[7]
- 撮影 - 谷川創平
- 照明 - 李家俊理
- 録音 - 小宮元
- 編集 - 掛須秀一
- 美術 - 林田裕至
- 主題歌 - MAN WITH A MISSION「Dead End in Tokyo」（Sony Music Records）[12]
- 挿入歌 - UVERworld「エミュー」（gr8!records）[12] / MY FIRST STORY「Smash Out!!」（INTACT RECORDS）[12] / Anly「だから」（Sony Music Records）[9]
- 製作 - 「新宿スワンII」製作委員会

### 受賞（映画）
第1作
- 第7回TAMA映画賞 最優秀男優賞（綾野剛、『ピース オブ ケイク』ほかと合わせて）[13]

### ソーシャルゲーム
- Mobage - 新宿スワンのソーシャルゲームが配信されている[14]。

### ムービーコミック
- BeeTV - 新宿スワンのムービーコミックがBeeマンガで配信されている[15][16]。キャストは白鳥龍彦が高橋研二、真虎が高橋英則。主題歌は、SUN OF A STARVEの「PROGRESS」。